# Chardonnières (kommun i Haiti)
Chardonnières är en kommun i Haiti.   Den ligger i departementet Sud, i den västra delen av landet, 190 km väster om huvudstaden Port-au-Prince.